# 素银鲈
素银鲈（学名：Gerres argyreus）为银鲈科银鲈属的鱼类，俗名银钻嘴鱼。分布于太平洋海域之河口、台湾岛等。该物种的模式产地在Tanna。